# Grosses Moos

Im Vordergrund das Grosse Moos, der Murtensee und rechts davon der bewaldete Mont Vully

Das Grosse Moos (frz.: „Grand-Marais“) ist ein Teil des schweizerischen Seelands und liegt zwischen  dem Murtensee, dem Broyekanal, dem Neuenburgersee, Gampelen, Ins, dem Seerücken vor dem Bielersee, dem Hagneckkanal, und einem Landrücken zwischen Aarberg und Kerzers.  In ihm floss in der Eiszeit der nördliche Arm des Rhonegletschers. Seit dem 17. Jahrhundert versumpfte die Gegend, woran die Bezeichnung Grosses Moos erinnert. Die Entwässerung in die Aare nördlich von Aarberg wurde durch Geschiebeablagerungen der Aare zunehmend behindert. Infolge der Juragewässerkorrektionen wurde das Grosse Moos zu einem der wichtigsten Gemüse-Anbaugebiete der Schweiz. Es ist auch eine der grössten Ebenen der Schweiz.

## Geschichte

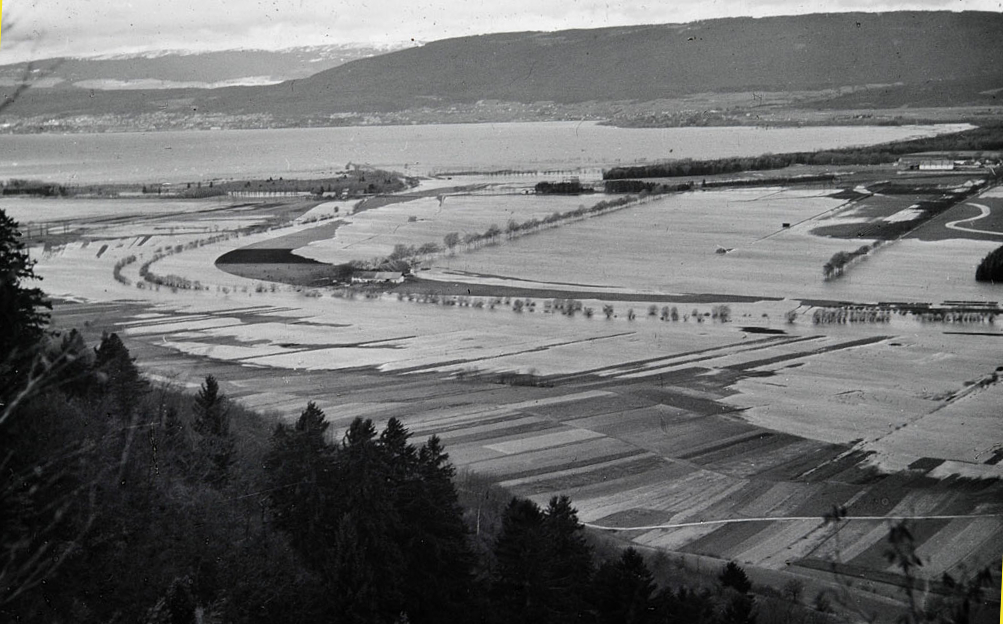
Das überschwemmte Grosse Moos im November 1950: im Hintergrund der Neuenburgersee

Während der Juragewässerkorrektionen fanden sich steinzeitliche Siedlungen (4000–1800 v. Chr.) sowie Funde aus der Bronzezeit (1800-750 v. Chr.). Außerdem fand man an der Zihl eine keltische Brücke (zweite Hälfte des 2. Jahrhunderts v.Chr) sowie eine römische Militärbrücke. Die römische Brücke wurde unter Kaiser Augustus gebaut und war bis in die zweite Hälfte des 3. Jahrhunderts in Benutzung.
Bis zu den Juragewässerkorrektionen war das Grosse Moos ein unwegsames Sumpfland. Während Jahrhunderten diente es fahrendem Volk wie z. B. den Jenischen als Aufenthalts- und Rückzugsgebiet. Die fahrenden Korber fanden hier auch das für ihre Arbeit notwendige Rohmaterial, die Weiden. Der 1879 als Nachfahre zwangsassimilierter Fahrender geborene jenische Schriftsteller Albert Minder verbrachte seine ersten Lebensjahre teils im Grossen Moos, teils in Bern.

## Strafanstalten

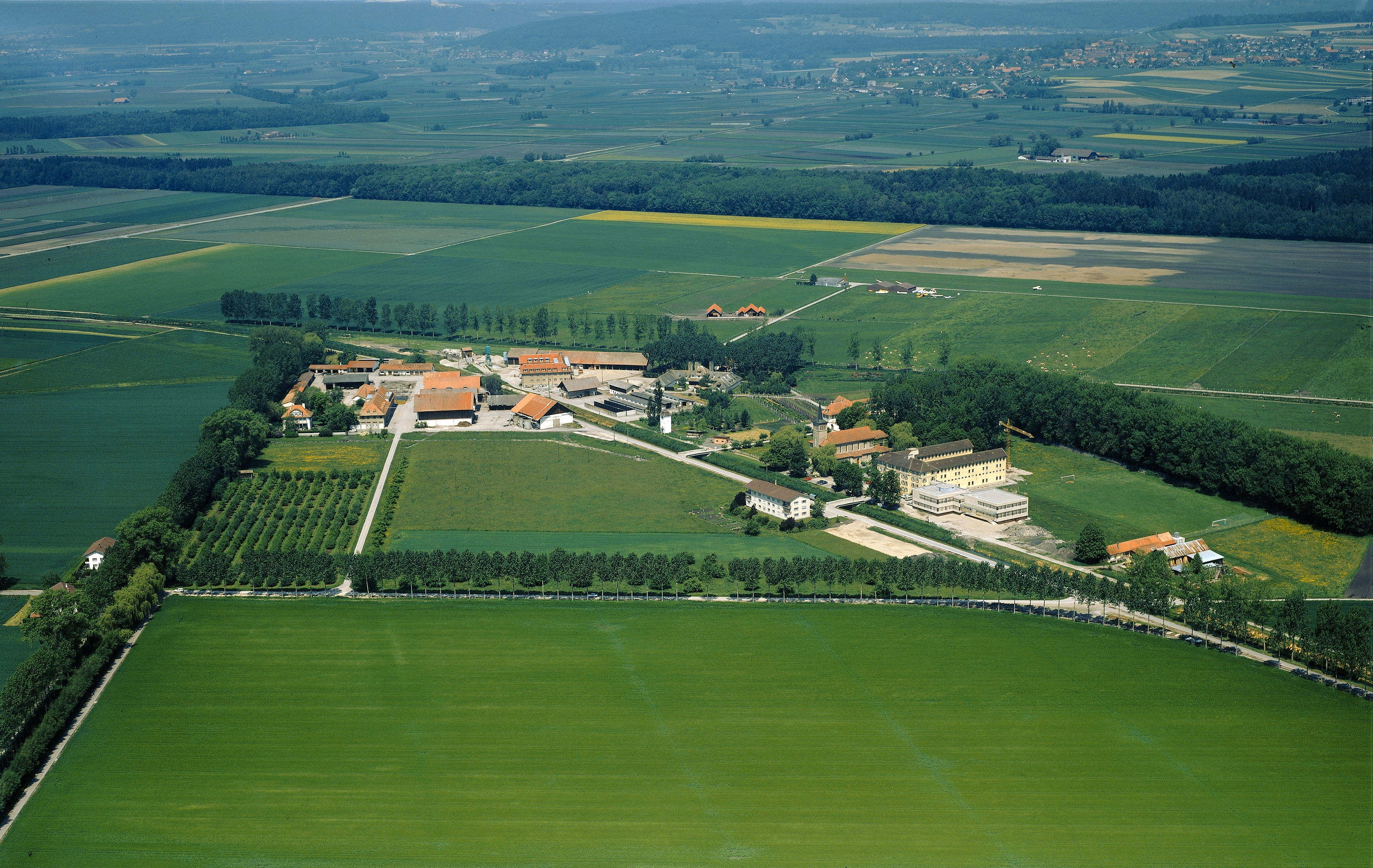
Bellechasse (1987)

Im Gebiet des Grossen Moos befinden sich die Strafanstalten Bellechasse (FR), Witzwil (BE) und St. Johannsen (BE). In der 1898 gegründeten Anstalt Bellechasse wurden bis 1970 neben Kriminellen auch Minderjährige und vom fürsorgerischen Freiheitsentzug Betroffene inhaftiert. Das Hilfswerk Kinder der Landstrasse platzierte eine grosse Zahl jenischer Kinder, die ihren Eltern entrissen wurden, in dieser Strafanstalt.
Die 1883 als Strafanstalt für Männer und Frauen eröffnete Anstalt Massnahmezentrum St. Johannsen diente 1911 bis 1956 als Kant. Arbeitsanstalt für Trinker, Arbeitsscheue und Liederliche. Diese Anstalt hat noch heute Korbwaren im Verkaufsangebot, ein Sortiment, das ursprünglich von freien Jenischen selbst hergestellt und vertrieben, später von denselben als sogenannte „arbeitsscheue“ Insassen auf Rechnung der staatlichen Anstalten produziert wurde.